# 슈퍼바이저

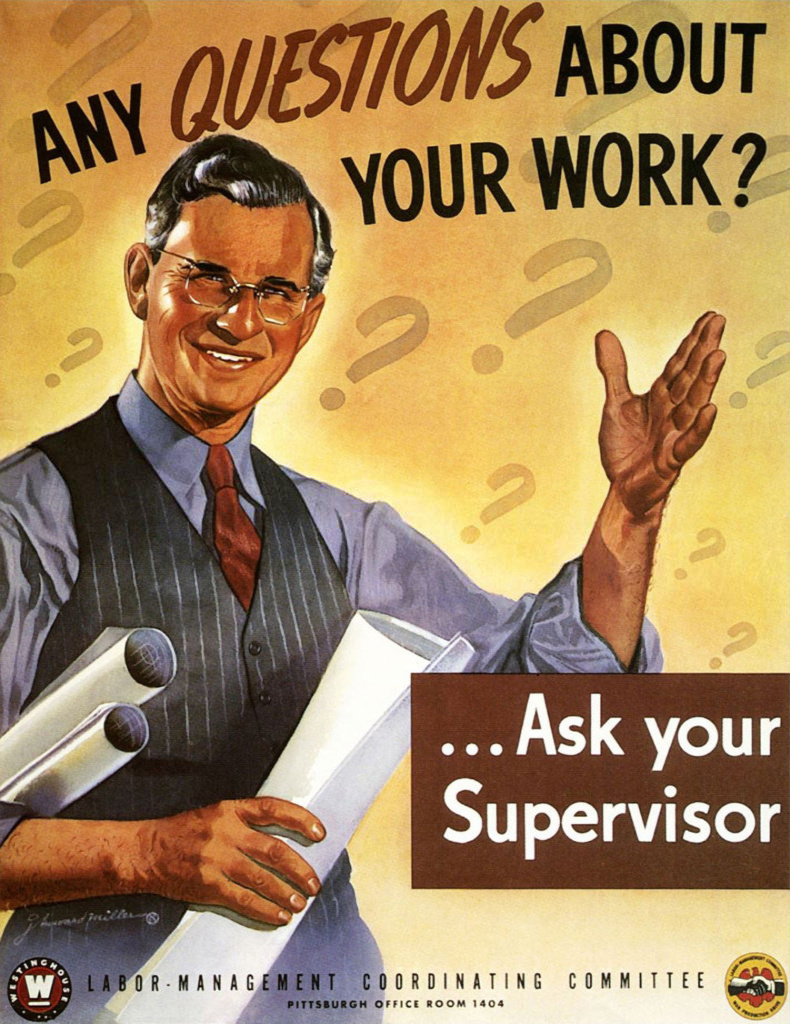
미국의 1940년대 포스터

슈퍼바이저(영어: supervisor) 또는 감독자는 감독 · 관리 · 감수를 담당하는 사람 또는 감시하는 주체이다. 전자의 경우 직무 · 직위로 사용되는 경우가 많다.
주로 근로자 또는 작업장에 대한 권한을 기반으로 하는 하위 관리 직위의 직함이다. 슈퍼바이저는 박사 학위 논문을 감독하는 교수와 같이 직장에서 직원 중 가장 선임이 될 수 있다. 반면에 슈퍼비전(supervision, 감독)은 예를 들어 부모와 같이 공식적인 직함이 없는 사람이 수행할 수 있다. 슈퍼바이저라는 용어 자체는 직무 설명의 일부로 이 작업을 수행하는 직원을 지칭하는 데 사용할 수 있다.

## 같이 보기
- 권력